# ゼロ和
ゼロ和（ぜろわ、英: zero-sum）とは、複数の人が相互に影響しあう状況の中で、全員の利得の総和が常にゼロになること、またはその状況を言う。本項目ではそのような状況下でのゲーム（ゼロ和ゲーム、ゼロサムゲーム）を解説する。

## ゼロ和ゲームの実例
囲碁、将棋、オセロなどの二人対戦型のゲームは勝ちを+1、負けを-1、引き分けを0とすれば、ゼロ和ゲームに該当する。競馬・パチスロなどの賭博は、敗者から集めた資金を勝者で分け合うので、ゼロ和ゲームである（参加費を取る主催者と、主催者に物資や作品を販売する者は常に勝者）。また、外国為替取引（FX）もゼロ和ゲームである（ただし、勝者が所得税を課される場合、徴税者も勝者）。

## 非ゼロ和ゲーム
ゼロ和ゲームでは一方が勝者となれば他方が敗者となるのに対し、非ゼロ和ゲームでは全員が勝者となる場合や、全員が敗者となる場合もある。
株式は、名目上は非ゼロ和である。上昇局面では価値が創出され、下降局面では価値が減少する。一つの銘柄で見ると、株価が上昇した場合、株価の値上がり幅×発行株式数分の価値が生まれている。市場全体で見ても同じことで、全体の株価が上がれば時価総額が増え、その増えた分だけ価値が生まれている。つまり、上昇トレンドでは、時価総額が増えた分だけみんなが得をし、下降トレンドでは時価総額が減った分だけみんなが損をする。ちなみに、一定期間時価総額は上下したがその始めと終わりで時価総額が変わっていない場合、その間の取引はゼロ和であったと言える。